# Grindavík
Grindavík (kiejtése: ˈkrɪntaˌviːk]) önkormányzat és város Izland Déli-félszigeti régiójában.

## Története
A Landnámabók szerint Molda-Gnúpur Hrólfsson és Þórir Haustmyrkur Vígbjóðsson 934 körül telepedtek le a régióban. Molda-Gnúpur Hrólfsson három települést alapítottak: Þórkötlustaðahverfi, Staðarhverfi és Járngerðarstaðarhverfi; a mai Grindavík utóbbi területén alakult ki.
1627-ben a török portyázás idején berber kalózok három izlandit, két dánt, valamint kettő hajót foglyul ejtettek, és Algériába hurcolták őket.
Einar Einarsson 1897-ben telepedett le Grindavíkben. Az elsődleges bevételi forrás a halászat volt, azonban ez túl nagy veszéllyel járt, a fogás pedig csekély volt. 1939-ben Hópiðnál biztonságos szárazföldi kapcsolat létesült, amely a halászat fellendülését okozta. Grindavík 1974-ben kapott önkormányzaati rangot.

## Kultúra
A Kvikunn művelődési házban két állandó kiállítás látható: a Saltfisksetur a halfeldolgozás történetét, a Jarðorka pedig a geotermikus energiát, valamint a vulkáni és szeizmikus tevékenységet mutatja be.

## Sport
A városban van a Knattspyrnudeild UMFG labdarúgócsapat székhelye.

## Turizmus
A város közelében található a Kék Lagúna termálfürdő, Izland egyik fontos turistacélpontja.

## Nevezetes személyek
- Bjarni Sæmundsson, tanár, az Izlandi Természettudományos Társaság elnöke[6]
- Guðbergur Bergsson, író[7]
- Sigvaldi Kaldalóns, orvos, zeneszerző[8]

## Testvérvárosok
Grindavík testvértelepülései:
- Ílhavo, Portugália
- Jonzac, Franciaország
- Penistone, Egyesült Királyság
- Piteå, Svédország
- Rovaniemi, Finnország
- Uniejów, Lengyelország

## Fordítás
- Ez a szócikk részben vagy egészben  a   Grindavík című izlandi Wikipédia-szócikk ezen változatának fordításán alapul.  Az eredeti cikk szerkesztőit annak laptörténete sorolja fel. Ez a jelzés csupán a megfogalmazás eredetét és a szerzői jogokat jelzi, nem szolgál a cikkben szereplő információk forrásmegjelöléseként.
- Ez a szócikk részben vagy egészben  a   Grindavík című angol Wikipédia-szócikk ezen változatának fordításán alapul.  Az eredeti cikk szerkesztőit annak laptörténete sorolja fel. Ez a jelzés csupán a megfogalmazás eredetét és a szerzői jogokat jelzi, nem szolgál a cikkben szereplő információk forrásmegjelöléseként.